# Waldemar de Brito
Waldemar de Brito (San Paolo, 17 maggio 1913 – San Paolo, 21 febbraio 1979) è stato un calciatore brasiliano. È noto per essere lo "scopritore" della leggenda Pelé. Suo fratello Petronilho de Brito era anch'egli un calciatore.

## Carriera

### Club
La carriera di Waldemar de Brito iniziò in alcuni club locali. Successivamente, si trasferì al San Paolo dove ottenne i primi successi. Dopo un breve periodo al Botafogo si trasferì in Argentina, nel San Lorenzo.
Tornato in Brasile giocò nel San Paolo e, dopo aver giocato in varie squadre del Brasile, concluse la carriera nel Portuguesa Santista.

### Nazionale
Waldemar de Brito giocò in tutto 18 partite con la nazionale brasiliana segnando altrettanti gol. Prese parte al Campionato mondiale di calcio 1934 in cui sbagliò un rigore nel match contro la Spagna, il primo errore dal dischetto nella storia del torneo.

## Palmarès

### Club

#### Competizioni nazionali
- Campionato argentino: 1

San Lorenzo: 1936

#### Competizioni statali
- Campionato Carioca: 2

Botafogo: 1934
Flamengo: 1939
- Torneio Início do Rio de Janeiro: 1

Fluminense: 1943